# Hypofosfit

Strukturformel för en hypofosfit-jon.

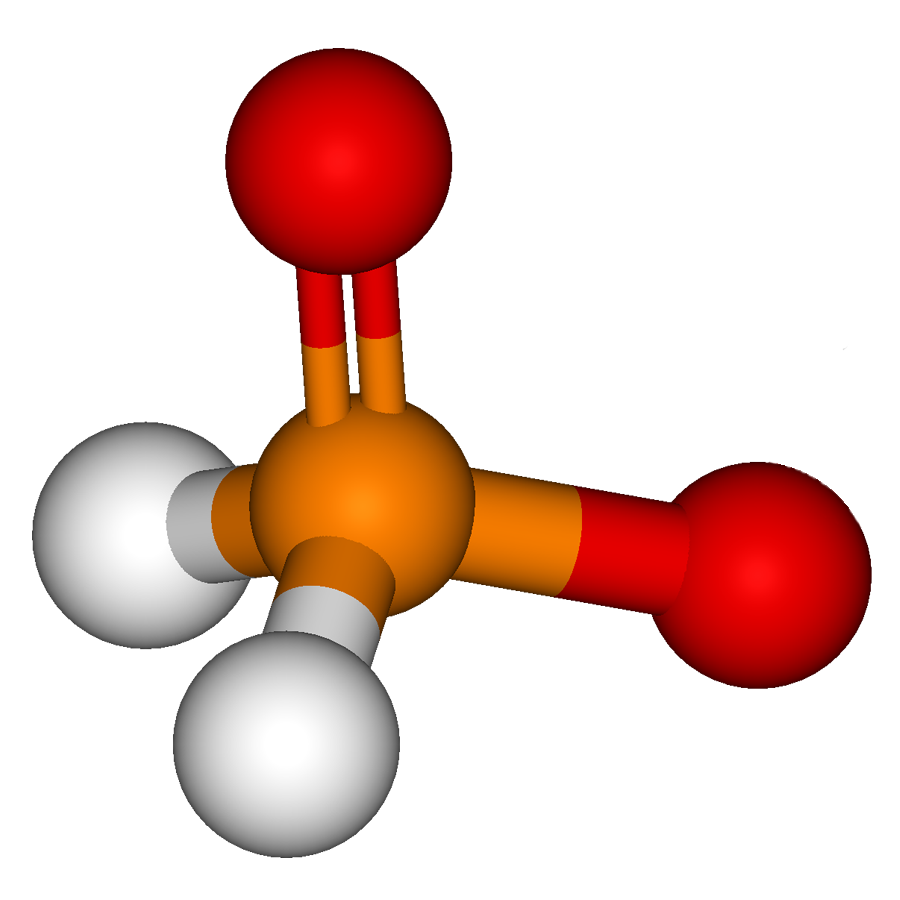
Molekylmodell av en hypofosfit-jon.

Hypofosfiter salter av hypofosforsyra och innehåller hypofosfit-jonen H2PO2–.
Fosforatomen i hypofosfit har oxidationstillståndet +1 och de båda väteatomerna och syreatomerna är bundna direkt till fosforatomen (en av syreatomerna med en dubbelbindning). Jonens laddning är -1.
Samma konstellation förekommer också som funktionell grupp i organisk kemi och går då under namnet fosfinat.